# Puerto Rondón

Localização de Puerto Rondón, no departamento de Arauca

Puerto Rondón é uma cidade e município da Colômbia, no departamento de Arauca.